# Marsa Matruh
Marsa Matruh (ar: مرسى مطروح [Marsā Maṭrūḥ]) (kendt i Ptolemæisk og Byzantisk tid som Paraitonion (Παραιτόνιον) og i romersk tid som Paraetonium) er en havneby i det nordvestlige Egypten med et indbyggertal på omkring 70.000 (2002). Den ligger ved Middelhavskysten, 240 km vest for Alexandria, på hovedvejen fra Nildeltaet til den libyske grænse. En anden hovedvej fører sydpå fra byen mod den Vestlige Ørken og oaserne Siwa og Bahariya.
Byen er hovedby for det omkringliggende område. Byens vigtigste funktion i dag er at være feriemål for indbyggerne i Cairo, som er ivrige efter at slippe væk fra hovedstaden i de hede sommermåneder. Ved byen ligger Marsa Matruh lufthavn. 

## Historie
Under 2. verdenskrig lå den britiske hærs befæstning Baggush Box lidt øst for byen. På daværende tidspunkt var Marsa Matruh endestation for den ensporede jernbane som passerede igennem el-Alamein.

31°20′N 27°13′Ø / 31.333°N 27.217°Ø
- Wikimedia Commons har flere filer relateret til Marsa Matruh